# Verbascum crenatum
Verbascum crenatum är en flenörtsväxtart som beskrevs av Borb. och Nym.. Verbascum crenatum ingår i släktet kungsljus, och familjen flenörtsväxter. Inga underarter finns listade i Catalogue of Life.